# Gégène

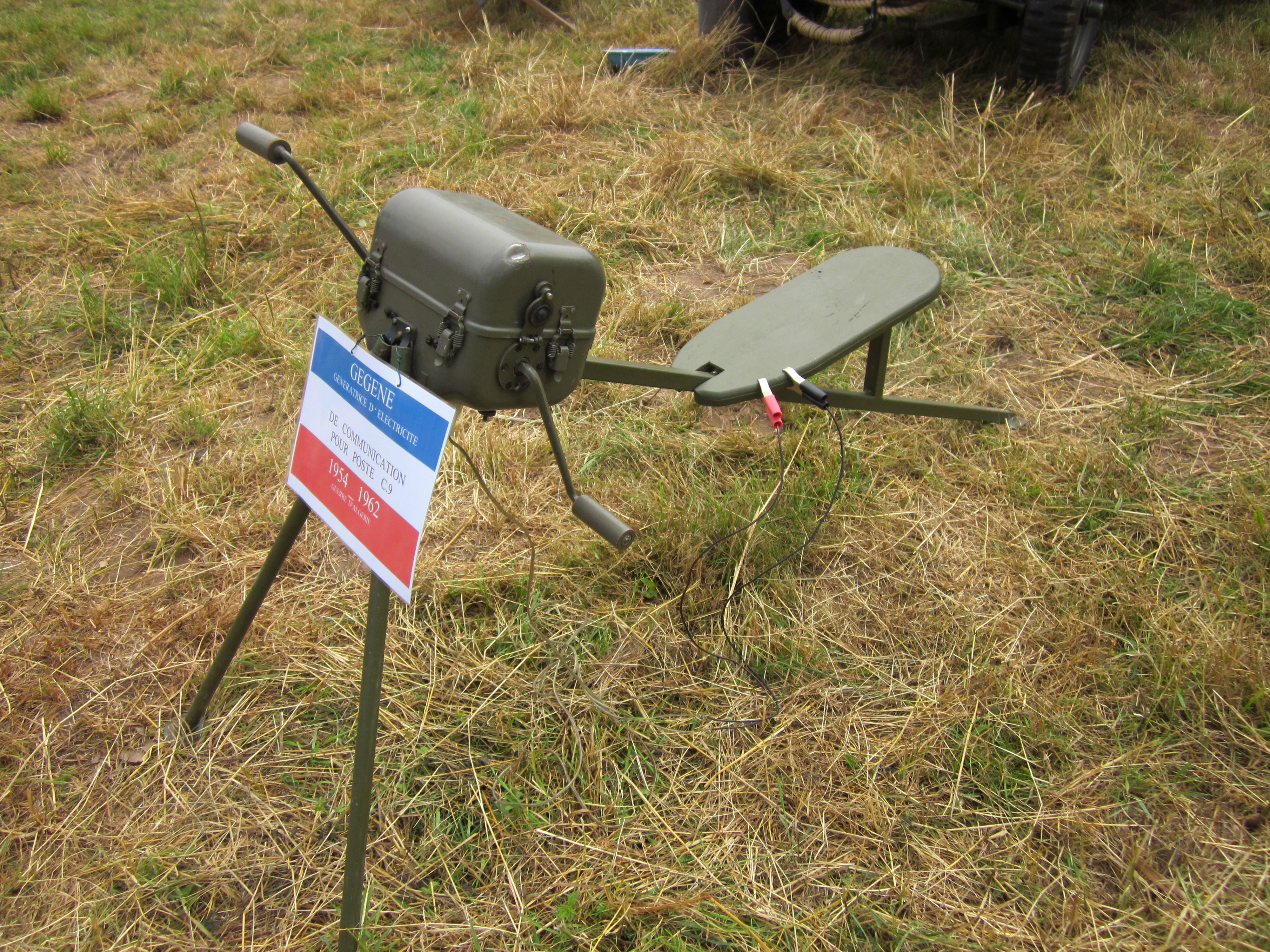
Een gégène.

Een gégène is in Frans militair jargon een verkleinwoord voor generator, maar is vooral bekend geworden als aanduiding voor een apparaat dat in eerste instantie bedoeld was om veldtelefoons van stroom te voorzien, maar daarnaast ook een uitgebreid gebruik als folterinstrument kende tijdens de Algerijnse onafhankelijkheidsoorlog.

## Gebruik
Het gebruik van elektriciteit als foltermethode was al langer bekend, de gégène kreeg vooral bekendheid doordat het een makkelijk verplaatsbaar instrument was dat overal ingezet kon worden. Het gebruik door het Franse leger gaat terug tot de Eerste Indochinese Oorlog, maar het apparaat kende vooral een zeer uitgebreide toepassing tijdens de Algerijnse onafhankelijkheidsoorlog. Het gebruik werd uitgebreid beschreven in het handboek voor de inlichtingenofficier van kolonel Bigeard. Het principe bestaat eruit een van de twee elektrodes (+/-) aan het oor te bevestigen en de andere dan wel op het mannelijk geslachtsdeel dan wel op een van de tepels bij vrouwen te bevestigen, en daar dan stroom door te laten lopen. 